# Municipio de Glaze
El municipio de Glaze (en inglés: Glaze Township) es un municipio ubicado en el condado de Miller en el estado estadounidense de Misuri. En el año 2010 tenía una población de 6804 habitantes y una densidad poblacional de 20,67 personas por km².

## Geografía
El municipio de Glaze se encuentra ubicado en las coordenadas 38°7′57″N 92°31′36″O / 38.13250, -92.52667. Según la Oficina del Censo de los Estados Unidos, el municipio tiene una superficie total de 329.12 km², de la cual 317.48 km² corresponden a tierra firme y (3.53%) 11.63 km² es agua.

## Demografía
Según el censo de 2010, había 6804 personas residiendo en el municipio de Glaze. La densidad de población era de 20,67 hab./km². De los 6804 habitantes, el municipio de Glaze estaba compuesto por el 95.41% blancos, el 0.34% eran afroamericanos, el 0.84% eran amerindios, el 0.59% eran asiáticos, el 0.22% eran isleños del Pacífico, el 0.66% eran de otras razas y el 1.94% pertenecían a dos o más razas. Del total de la población el 1.87% eran hispanos o latinos de cualquier raza.